# Municipio de Augusta (Ohio)
El municipio de Augusta (en inglés: Augusta Township) es un municipio ubicado en el condado de Carroll en el estado estadounidense de Ohio. En el año 2010 tenía una población de 1619 habitantes y una densidad poblacional de 22,46 personas por km².

## Geografía
El municipio de Augusta se encuentra ubicado en las coordenadas 40°41′11″N 81°2′28″O / 40.68639, -81.04111. Según la Oficina del Censo de los Estados Unidos, el municipio tiene una superficie total de 72.09 km², de la cual 72,09 km² corresponden a tierra firme y (0 %) 0 km² es agua.

## Demografía
Según el censo de 2010, había 1619 personas residiendo en el municipio de Augusta. La densidad de población era de 22,46 hab./km². De los 1619 habitantes, el municipio de Augusta estaba compuesto por el 97,28 % blancos, el 0,99 % eran afroamericanos, el 0,37 % eran amerindios, el 0,37 % eran asiáticos y el 0,99 % eran de una mezcla de razas. Del total de la población el 0,31 % eran hispanos o latinos de cualquier raza.